# John Bayard

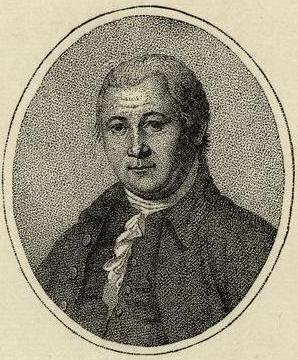
John Bayard

John Bubenheim Bayard (* 11. August 1738 im Cecil County, Province of Maryland; † 7. Januar 1807 in New Brunswick, New Jersey) war ein US-amerikanischer Politiker. In den Jahren 1785 und 1786 war er Delegierter für Pennsylvania im Kontinentalkongress.

## Werdegang
Über die Jugend und Schulausbildung von John Bayard ist nichts überliefert. Im Jahr 1756 kam er nach Philadelphia, wo er im Handel arbeitete. In den 1770er Jahren schloss er sich der Revolutionsbewegung an. Zwischen 1776 und 1779 sowie nochmals im Jahr 1784 saß er als Abgeordneter im Repräsentantenhaus von Pennsylvania, dessen Präsident er mehrfach war. Bayard nahm auch als Mitglied einer Freiwilligeneinheit aus Philadelphia am Unabhängigkeitskrieg teil. Dabei war er an mehreren Schlachten beteiligt.
Zwischen 1785 und 1786 war er Delegierter zum Kontinentalkongress. Im Jahr 1788 zog er nach New Brunswick in New Jersey, wo er 1790 zum Bürgermeister gewählt wurde. Später war er dort Richter am Berufungsgericht, was auf ein früheres, in den Quellen nicht erwähntes, Jurastudium schließen lässt. Er war seit 1787 Mitglied der American Philosophical Society. John Bayard starb am 7. Januar 1807. Sein Neffe James A. Bayard (1767–1815) vertrat Delaware in beiden Kammern des Kongresses.